# Marek Szurawski
Marek Szurawski (ur. 3 czerwca 1948 w Białogardzie) – dziennikarz, tłumacz i szkoleniowiec z zawodu, żeglarz i marynista z pasji, wykonawca szant, współtwórca i animator polskiego ruchu szantowego. Wraz z Ryszardem Muzajem, Jerzym Porębskim i Januszem Sikorskim współzałożyciel i członek grupy szantowej Stare Dzwony (obchodzącej w 2017 r. 35-lecie istnienia), od której zaczęła się moda na profesjonalne śpiewanie szant w Polsce. Po śmierci Janusza Sikorskiego w 1995 roku, do zespołu dołączył Andrzej Korycki.
W 2009 roku powrócił do rodowego nazwiska ojca, zmieniając błędnie wpisane w dokumentach w 1930 Siurawski na właściwe: Szurawski.

## Marynistyka i szanty
Marek Szurawski jest autorem i tłumaczem na język polski wielu popularnych pieśni o tematyce żeglarskiej i morskiej. Jest również autorem książki, opisującej nie tylko historię szant, ale i sposób ich wykonywania, pt. Szanty i szantymeni – pieśni i ludzie z wielkich żaglowców, wyd. Glob, 1990, napisanej jeszcze pod nazwiskiem Siurawski, zwanej powszechnie w polskim środowisku szantowym Biblią Siurawskiego. Sam i z przyjaciółmi z zespołu nagrał cztery kasety i pięć płyt kompaktowych z polskimi wersjami klasycznych szant i pieśni morskich, wiele z nich własnego tłumaczenia i autorstwa. Laureat prestiżowej nagrody „Rejs Roku” 2002 (wraz z zespołem), przyznawanej co roku przez tygodnik „Głos Wybrzeża”, nagrody specjalnej za wieloletnie propagowanie żeglarstwa i kultury morskiej na polu muzycznym i estradowym.
Znawca historii wielkich żagli, tradycji, obyczajowości i dziedzictwa kulturowego ludzi morza. W nielicznym gronie w kraju specjalista od gry na koncertinie i kościach, oryginalnych instrumentach dawnego pokładu. Przez ponad 10 lat kierownik artystyczny Międzynarodowego Festiwalu „Shanties” w Krakowie, uczestnik wszystkich liczących się festiwali i spotkań szantowych na świecie.
Współtwórca warsztatów marynistycznych, propagujących wychowawczą rolę morza wśród dzieci i młodzieży, współautor licznych programów radiowych i telewizyjnych o tematyce morskiej. Wraz z nieżyjącym już Januszem Sikorskim w latach 80. XX wieku nagrywał kultową audycję Kliper 7 Mórz w IV programie Polskiego Radia. Radiowo-żeglarskie pasje kontynuował jako autor cotygodniowych audycji Razem bracia, do lin! (w latach 1995-2008). Od 2009 do 2014 autor audycji Muzyka morz i oceanów (nagrywanych w Radiu Lublin), adresowanych do miłośników morza i żagli, emitowanych przez kilkanaście rozgłośni krajowych. Pierwsza audycja, która w listopadzie 2004 zdobyła nagrodę specjalną w Ogólnopolskim Konkursie Reportażu i audycji morskich Bałtyk 2004, organizowanym przez Polskie Radio Koszalin SA, w grudniu 2007 r. doczekała się 650  wydania. Obie są jedyne tego typu w historii polskiego eteru. Autor książek Razem bracia do lin! i Stan Hugill. Ostatni Szantymen, a także licznych artykułów w miesięcznikach „Żagle”, „Morze” i „Rejs”. Laureat nagrody im. Leonida Teligi. Współtworzył Kongregację Miłośników Krzewienia Kultury Picia Rumu „WRAK” statutowo sprzeciwiającą się nadmiarowi picia i propagującą „smaki życia” w każdym obszarze naszej aktywności oraz poszukiwanie skarbów własnej oryginalności. Napisał książkę Nie ma złych dni! Opowieści rumowe z jasnej strony życia przy 101 koktajlach zmieniających wszystko.
Na 50-lecie urodzin miał swój benefis w Teatrze Stu w Krakowie. Uczestnik regat STA Columbus ’92 przez Atlantyk, w styczniu 1999 r. opłynął przylądek Horn na pokładzie s/y Zawisza Czarny, w tym samym roku współprowadził Rejs Pokoju na Morzu Śródziemnym pod auspicjami UNESCO, ONZ i Unii Europejskiej. Odznaczony Złotym Krzyżem Zasługi za wkład w rozwój żeglarstwa polskiego.

## Esperanto
Jest esperantystą. Naukę języka esperanto propagował m.in. w audycjach Rozgłośni Harcerskiej i w Programie IV Polskiego Radia.

## Trening pamięci i rozwoju
Marek Szurawski od 1988 roku zaangażował się z pasją w szeroko rozumiany trening interpersonalny, zwłaszcza metody treningu pamięci, sprawnego myślenia i rozwoju osobowości. Jest pomysłodawcą i współprowadzącym z żoną Elżbietą i synami Markiem i Filipem Dąbrowskim przedsiębiorstwo Ecce Homo XXI – niepubliczną placówkę oświatową, której misją jest szybka i jakościowa poprawa systemu edukacji w Polsce. Swoją misję przedsiębiorstwo realizuje przez organizację turnusów dla każdego, z autorskim programem: „Wakacyjnych Szkół Treningu Pamięci, Sprawnego Myślenia i Rozwoju”.
Do stycznia 2017 przeprowadził ponad tysiąc pięćset wykładów, seminariów, kursów i szkoleń na temat:
- „Nowoczesne techniki uczenia się”,
- „Pamięć dla sukcesu”
- i „Twórcze myślenie”.

Od 1994 roku chętnie dzieli się swoją wiedzą i umiejętnościami w licznych, renomowanych centrach szkoleniowych, przedsiębiorstwach, instytucjach i szkołach wyższych, w tym również w instytucjach unijnych. Na tym polu autor bestsellerów, m.in.: „Pamięć. Trening interaktywny”, „Pamięć i intelekt. Trening mistrzowski” oraz „Pamięć na całe życie. Trening arcymistrzowski” oraz e-booka: „HiMemory! Ucz się i baw!” i wielu tłumaczeń z tej tematyki (w tym klasycznych już dziś pozycji: „Sekrety superpamięci” i „Superpamięć dla uczących się” Harry Lorayne’a oraz „Pamięć na zawołanie” Tony Buzana). Autor programu „Akademia pod Żaglami”, łączącego turystykę i rekreację pod żaglami ze specjalnym programem szkoleniowo – integracyjnym na pokładzie, związanym z nowoczesnymi technikami pracy umysłowej, rozwojem osobowości i budowaniem ducha zespołu. Autor programów radiowych i telewizyjnych, poświęconych kształceniu pamięci i umysłu („HiMemory! Pięć minut dla pamięci” i „Pięć minut na myślenie”). Twórca i współorganizator otwartych Memoriad Szkolnych i Mistrzostw Polski w Zapamiętywaniu. Współpracuje z Akademią Nauki w Warszawie, Leader School w Łodzi. Fundacją „Edukacja na nowo” i Instytutem Edukacji w Warszawie. Jako ekspert w zakresie wszechstronnego rozwoju, w ramach POKL Priorytet III Wysoka Jakość Systemu Oświaty, Działanie 3.5 – kompleksowe wspomaganie rozwoju szkół, w latach 2012-13 prowadził warsztaty szkoleniowe: „Techniki skutecznego uczenia się i nauczania” Certyfikowany trener programu Butterfly Universe Project  Tony Buzana. Należy do Klubu Myśli Intelektualnej XXI wieku.
Zwolennik motta: nieważne, skąd pochodzisz i jaki jesteś, ważne dokąd zmierzasz i kim możesz być oraz rady: nie traktuj siebie tak poważnie, Mistrzu...

## Twórczość

### Własna

#### Marynistyka
1. Szanty i szantymeni. Pieśni i ludzie z wielkich żaglowców. Marek Siurawski – Szczecin: „Glob”, 1990. – 252 s. ISBN 83-7007-268-2
2. Szanty i szantymeni. Ludzie i pieśni dawnego pokładu. Wydanie II poprawione. Marek Siurawski– Kraków: „Hals”, 1999. –  386 s.
3. Razem bracia do lin. Opowieści o morzu, ludziach i okrętach. Marek Szurawski – Radio Lublin, 2001. -254 s. ISBN 83-915519-0-3
4. Nie ma złych dni. Opowieści rumowe z jasnej strony życia, przy 101 koktajlach zmieniających wszystko. Wydanie I. Marek Szurawski – Lublin: MEMO-MAR, 2015.– 140 s. ISBN 978-83-941636-1-7
5. Nie ma złych dni. Opowieści rumowe z jasnej strony życia, przy 101 koktajlach zmieniających wszystko. Wydanie II poprawione. Marek Szurawski– Grójec: „SOL”, 2017. – 276 s. ISBN 978-83-702059-4-2

#### Rozwój pamięci
1. Pamięć trening interaktywny. Wydanie I. Marek Szurawski –Łódź: ”Aha!”,2007. – 336 s.
2. Pamięć i intelekt. Trening mistrzowski. Wydanie I. Marek Szurawski – Łódź: Aha!, 2008. – 352 s. ISBN 978-83-7229-177-6
3. Pamięć na całe życie. Trening arcymistrzowski. Wydanie I. Marek Szurawski – Łódź: Aha!, 2009. – 428 s. ISBN 978-83-7229-226-1
4. Hi Memory! Pięć minut dla pamięci. New Mind Master. Lepsze myślenie. Lepsza pamięć. Lepsze życie. Pomysł i opracowanie: Marek Szurawski. 2012 r. Realizacja akustyczna: Wojciech Kanadys. Nagranie zrealizowano przy współpracy Radia Lublin. 2011 r.

#### Nagrania
1. Marek Szurawski: Gnany wiatrem [CD], Kategoria: Muzyka CD; Folk, World music; Wydawca: MTJ

Lista utworów:
| 1.  | Gorączka morska – Marek Szurawski                |
| 2.  | Stary zejman – Marek Szurawski                   |
| 3.  | The Warsaw Marmaid – Marek Szurawski             |
| 4.  | Bordoux – Marek Szurawski                        |
| 5.  | Rum story #1 + Stary bryg – Marek Szurawski      |
| 6.  | Flisakowa żona – Marek Szurawski                 |
| 7.  | Pikowa dama – Marek Szurawski                    |
| 8.  | Stand To Your Glasses Steady – Marek Szurawski   |
| 9.  | Johnny Comes Down To Hilo – Marek Szurawski      |
| 10. | Sztormowa noc – Marek Szurawski                  |
| 11. | New Rigged Ship – Marek Szurawski                |
| 12. | Stary Joe – Marek Szurawski                      |
| 13. | Maggie's toast – Marek Szurawski                 |
| 14. | Żużonka – Marek Szurawski                        |
| 15. | Rum story # 2 + Drunkem Sailor – Marek Szurawski |
| 16. | Vistula – Marek Szurawski                        |
| 17. | The Marmaid Flirt With Me – Marek Szurawski      |
| 18. | Halabaluby-ley – Marek Szurawski                 |
| 19. | Rolling Home – Marek Szurawski                   |
| 20. | Królowa niebieska – Marek Szurawski              |
| 21. | Nad morzem, raz w południe – Marek Szurawski     |

### Tłumaczenia
1. Sekrety Superpamięci: tytuł oryginału: How to Develop a Super Power Memory/ Harry Lorayne; tł. Marek Siurawski  – Łódź : "Ravi", 1995. – 184 s. ISBN 83-85997-21-0
2. Superpamięć dla uczących się: tytuł oryginału: How To Develop a Super Power Memory / Harry Lorayne; tł. Marek Siurawski  – Łódź : "Ravi", 1999. – 231 s. ISBN 83-85997-45-8

### Redakcja
1. Dupersznyty… czyli zapiski stanu Szwajowego. Monika Szwaja; (redakcja: Marek Szurawski) – Grójec: „SOL”, 2017. – 368 s. ISBN 978-83-62405-93-0